# Cúc cánh vàng
Cúc cánh vàng (danh pháp khoa học: Doronicum orientale) là một loài thực vật có hoa trong họ Cúc. Loài này được Hoffm. mô tả khoa học đầu tiên năm 1808.